# La Puebla de San Vicente
Puebla de San Vicente es una localidad perteneciente a la pedanía de Becerril del Carpio en el municipio de Alar del Rey en la provincia de Palencia, en la comunidad autónoma de Castilla y León, España.
Es una de las localidades del Camino de Santiago del Norte: Ruta del Besaya.

## Geografía
Cruce de caminos en la comarca de Boedo-Ojeda con acceso a la autovía de Cantabria a la Meseta A-67 N-611, PP-6213 y PP-2231 de acceso a Becerril.

## Historia
En 1103 en el documento que recoge la cesión del Monasterio de San Vicente a los benedictinos de Oña, aparece Becerril como un núcleo con entidad propia. 
En 1187 el rey de Castilla Alfonso VIII dio heredades en Becerril al Monasterio de Oña obteniendo a cambio la cesión de todo el derecho y pertenencias de la villa de San Felices, en la provincia de Burgos. 
A la caída del Antiguo Régimen la localidad se constituye en municipio constitucional que en el censo de 1842 contaba con 7 hogares y 36 vecinos, para posteriormente integrarse en Becerril del carpio.

## Patrimonio
La iglesia católica, de estilo románico y planta semicircular, edificada a principios del siglo XI, y restaurada en el siglo XII. Fue iglesia de un monasterio benedictino que pertenecía a Isabel, esposa de Alfonso VI que lo cedió a los cluniacenses de Monasterio de San Salvador de Oña en 1103.

## Fiestas y costumbres
El patrón esta localidad es San Vicente y la festividad es el día 22 de enero, esta fiesta no se celebra actualmente ya que desde los años 60 se sustituyen las fiestas patronales de los tres Barrios de Becerril del carpio por una fiesta común que se celebra en agosto en el primer fin de semana de las segunda quincena.